# Little Moltke Harbor
Der Little Moltke Harbor (englisch für Kleiner Moltke-Hafen) ist eine kleine Nebenbucht der Royal Bay an der Nordküste Südgeorgiens. Sie liegt zwischen dem Kap Pirner und den Eisklippen des Ross-Gletschers sowie 1,5 km südlich des Moltke-Hafens.
Die inzwischen etablierte Benennung geht auf Robbenjäger zurück und ist vom nahegelegenen Moltke-Hafen abgeleitet, dessen Namensgeber das Forschungsschiff Moltke ist. Dieses diente einer deutschen Forschergruppe, welche die Bucht kartierte, während des Ersten Internationalen Polarjahres (1882–1883).